# كابوتشو
كابوتشو (بالبرتغالية: Capucho‏) (مواليد 21 فبراير 1972) هو لاعب كرة قدم. يلعب مع منتخب البرتغال لكرة القدم. سبق له أن لعب في كأس العالم لكرة القدم مع منتخب بلاده.

## مسيرته الكروية
لعب كابوتشو خلال مسيرته الاحترافية مع 6 أندية في خمسة عشر موسمًا وسجل خلالها 65 هدفًا ضمن 409 مباراة. حيث فاز في خمسة مواسم بالكأس وفي ثلاثة مواسم بالدوري.
خاض كابوتشو مسيرته مع نادي جل فيسنتي في موسم 1990–91 ولمدة موسمين، مشاركًا في 50 مباراة سجل خلالها 3 أهداف. ثم انتقل إلى نادي سبورتينغ لشبونة في موسم 1992–93 واستمر معه طيلة ثلاثة مواسم، حيث شارك في 65 مباراة سجل خلالها 10 أهداف. لينتقل بعدها إلى نادي فيتوريا دي غيماريش في موسم 1995–96 ولمدة موسمين، مشاركًا في 65 مباراة سجل خلالها 15 هدفًا. ثم انتقل إلى نادي بورتو في موسم 1997–98 ليلعب معه ستة مواسم، مشاركًا في 188 مباراة سجل خلالها 32 هدفًا. هذا وانتقل لاحقًا إلى نادي رينجرز في موسم 2003–04 لمدة موسم واحد، مشاركًا في 22 مباراة سجل خلالها 5 أهداف. ثم انتقل بعدها إلى نادي سيلتا فيغو في موسم 2004–05 لمدة موسم واحد، مشاركًا في 19 مباراة ولم يسجل أي هدف.

## روابط خارجية
- كابوتشو على موقع الاتحاد الدولي (مؤرشف)  (الإنجليزية)
- كابوتشو على موقع قاعدة بيانات كرة القدم.إي يو (الإنجليزية)
- كابوتشو على موقع ناشيونال فوتبول تيمز (الإنجليزية)
- كابوتشو على موقع Soccerbase.com (لاعب) (الإنجليزية)
- كابوتشو على موقع أوليمبيديا (الإنجليزية)